# Pherotesia subjecta
Pherotesia subjecta är en fjärilsart som beskrevs av W. Warren 1905. Pherotesia subjecta ingår i släktet Pherotesia och familjen mätare. Inga underarter finns listade i Catalogue of Life.